# À travers les Flandres féminin 2023
Pour la course masculine, voir À travers les Flandres 2023.
La 11e édition d'À travers les Flandres féminin a lieu le 29 mars 2023. La course fait partie du calendrier international féminin UCI 2023 en catégorie 1.Pro. Elle se déroule en même temps que l'épreuve masculine. Elle est remportée par la Néerlandaise Demi Vollering.

## Équipes
| UCI Women's WorldTeams (14)- Israel-Premier Tech Roland - Human Powered Health - Uno-X Pro Cycling Team - Liv Racing TeqFind - Fenix-Deceuninck - Team DSM - EF Education-TIBCO-SVB - Team Jayco AlUla - Movistar Team - Trek-Segafredo - FDJ-Suez - Team Jumbo-Visma - SD Worx - UAE Team ADQ Équipes féminines continentales (10)- Duolar-Chevalmeire - Proximus-Alphamotorhomes-Doltcini CT - Coop-Hitec Products - Zaaf Cycling Team - Lifeplus Wahoo - Parkhotel Valkenburg - Cofidis - Lotto Dstny Ladies - Ceratizit-WNT Pro Cycling - AG Insurance - Soudal Quick-Step Team |
| |

## Présentation

### Parcours
La course commence et se conclut à Waregem.
Huit monts sont au programme de cette édition, dont certains recouverts de pavés :
| Mont | Nom            | Km    | Revêtement | Longueur (m) | Pente moyenne | Pente maxi | Km de l'arrivée |
| ---- | -------------- | ----- | ---------- | ------------ | ------------- | ---------- | --------------- |
| 1    | Volkegemberg   | 32,7  | asphalte   | 1 100        | 4,8 %         | 10 %       | 82,2            |
| 2    | Berg Ten House | 43,4  | asphalte   | 1 100        | 6 %           | 21 %       | 71,5            |
| 3    | Kanarieberg    | 49,0  | asphalte   | 1 000        | 7,7 %         | 14 %       | 65,9            |
| 4    | Côte de Trieu  | 62,0  | asphalte   | 1 100        | 7 %           | 11,8 %     | 52,9            |
| 5    | Hotond         | 65,6  | asphalte   | 1 000        | 3,1 %         | 6,5 %      | 49,3            |
| 6    | Ladeuze        | 82,4  | asphalte   | 1 200        | 5,6 %         | 16 %       | 37,6            |
| 7    | Nokereberg     | 93,1  | pavés      | 500          | 5,7 %         | 6,7 %      | 21,8            |
| 8    | Nokere         | 105,7 | pavés      | 750          | 5,7 %         | 6,7 %      | 9,2             |

En plus des traditionnels monts, il y a sept secteurs pavés :
| Secteur | Nom            | Km    | Longueur (m) | Km de l'arrivée |
| ------- | -------------- | ----- | ------------ | --------------- |
| 1       | Varentstraat   | 16,6  | 2 000        | 98,3            |
| 2       | Holleweg       | 33,2  | 650          | 81,7            |
| 3       | Etikhove       | 72,1  | 2 400        | 42,8            |
| 4       | Doorn          | 85,5  | 900          | 29,4            |
| 5       | Huisepontweg   | 88,0  | 1 600        | 26,9            |
| 6       | Herlegemstraat | 95,8  | 800          | 19,1            |
| 7       | Herlegemstraat | 108,6 | 800          | 6,3             |

## Récit de la course
Les ascensions de Berg Ten Houte et du Kanarieberg provoquent une sélection. Un groupe se forme avec Francesca Barale, Victoire Berteau, Cecilie Uttrup Ludwig et Eva van Agt. Cette dernière est distancée dans la côte du Trieu. L'avance du trio est alors de trente secondes. Marianne Vos, marquée par Marlen Reusser, sort et revient sur l'échappée. Dans Ladeuze, Barale doit lâcher prise sous l'impulsion de Reusser. À trente kilomètres de l'arrivée, elle profite du secteur pavé de Doorn pour placer une offensive. Seule Marianne Vos peut la suivre. Elles sont suivies par un peloton de vingt-quatre coureuses. Dans Huisepontweg, Demi Vollering attaque avec Shirin van Anrooij, Liane Lippert, Floortje Mackaij et Ashleigh Moolman. Le peloton se regroupe immédiatement après. Des attaques s'enchaînent mais sans succès. Trek-Segafredo mène la poursuite et reprend Vos et Reusser. Eva van Agt et Floortje Mackaij sortent, mais sont rapidement reprises. Dans le Nokere, Liane Lippert mène le train, mais c'est Demi Vollering qui place une accélération. Elle n'est plus rejointe. Chiara Consonni est deuxième.

## Classements

### Classement final
| \| Classement général \| Classement général \| Classement général \| Classement général \| Classement général \| \| Coureuse \| Coureuse \| Pays \| Équipe \| Temps \| \| ------------------ \| ------------------- \| ------------------ \| ------------------------------ \| ------------------ \| \| 1re \| Demi Vollering \| Pays-Bas \| SD Worx \| 2 h 53 min 04 s \| \| 2e \| Chiara Consonni \| Italie \| UAE Team ADQ \| + 38 s \| \| 3e \| Marianne Vos \| Pays-Bas \| Team Jumbo-Visma \| + 38 s \| \| 4e \| Vittoria Guazzini \| Italie \| FDJ-Suez \| + 38 s \| \| 5e \| Ruby Roseman-Gannon \| Australie \| Team Jayco AlUla \| + 38 s \| \| 6e \| Floortje Mackaij \| Pays-Bas \| Movistar Team \| + 38 s \| \| 7e \| Marlen Reusser \| Suisse \| SD Worx \| + 38 s \| \| 8e \| Liane Lippert \| Allemagne \| Movistar Team \| + 38 s \| \| 9e \| Shirin van Anrooij \| Pays-Bas \| Trek-Segafredo \| + 38 s \| \| 10e \| Ashleigh Moolman \| Afrique du Sud \| AG Insurance-Soudal Quick-Step \| + 38 s \| |                     |                |                                |                 |
| |                     |                |                                |                 |
| |                     |                |                                |                 |
| Classement général |                     |                |                                |                 |
| Coureuse | Coureuse            | Pays           | Équipe                         | Temps           |
| 1re | Demi Vollering      | Pays-Bas       | SD Worx                        | 2 h 53 min 04 s |
| 2e | Chiara Consonni     | Italie         | UAE Team ADQ                   | + 38 s          |
| 3e | Marianne Vos        | Pays-Bas       | Team Jumbo-Visma               | + 38 s          |
| 4e | Vittoria Guazzini   | Italie         | FDJ-Suez                       | + 38 s          |
| 5e | Ruby Roseman-Gannon | Australie      | Team Jayco AlUla               | + 38 s          |
| 6e | Floortje Mackaij    | Pays-Bas       | Movistar Team                  | + 38 s          |
| 7e | Marlen Reusser      | Suisse         | SD Worx                        | + 38 s          |
| 8e | Liane Lippert       | Allemagne      | Movistar Team                  | + 38 s          |
| 9e | Shirin van Anrooij  | Pays-Bas       | Trek-Segafredo                 | + 38 s          |
| 10e | Ashleigh Moolman    | Afrique du Sud | AG Insurance-Soudal Quick-Step | + 38 s          |

### Points UCI
| Position           | 1er | 2e  | 3e  | 4e  | 5e | 6e | 7e | 8e | 9e | 10e | 11e | 12e | 13e | 14e | 15e | 16e à 25e |
| Classement général | 200 | 150 | 125 | 100 | 85 | 70 | 60 | 50 | 40 | 35  | 30  | 25  | 20  | 15  | 10  | 5         |